# Steve Howe
Stephen James "Steve" Howe (Holloway, Londres, Anglaterra, 8 d'abril de 1947) és un guitarrista i músic de rock, més conegut per la seva aportació amb el grup de rock progressiu Yes. També ha estat membre de Syndicats, Bodast, Tomorrow, Asia, grup en del qual en torna a formar part des de l'any 2005, i GTR. També ha publicat 13 discos en solitari fins al juny de l'any 2005.

## Primeres influències
Steve Howe era el menor de quatre germans que van créixer en una llar on es cultivà un ambient musical, escoltant música de grups en registres de 78 RPM. Ell cita diverses influències de la col·lecció del seu pare com Les Paul i Tennessee Ernie Ford del grup Speedy West i Jimmy Bryant. A més, Howe escoltà guitarristes clàssics i del jazz com Barney Kessel, destacant-lo com una influència fonamental a la seva vida; "el seu estil era una mescla notable de melodies i acords, que em van fer entendre que cap guitarrista que no conegui els acords no podrà molt amb una sola melodia i viceversa perquè totes dues coses van estretament relacionades". Howe també va reconèixer com una gran inspiració a Chet Atkins, a qui escoltà l'any 1959. Howe va dir sobre Atkins, "ell em va ensenyar el concepte que un bon guitarrista ha de dominar tots els estils de guitarra".
Howe va rebre la seva primera guitarra com un present de Nadal dels seus pares a l'edat de 12 anys, una F-Hole acústica, i aviat va començar a tocar a les sales locals. Ell va comprar la seva primera guitarra, una Gibson tipus jazz, l'any 1964: "En aquells temps ningú tocava una Archtop en un grup de rock; era una guitarra clàssica de l'estil del jazz, sense efectes, i molt ornamentada". Howe digué sobre la seva ES-175: "La gent se'n reia de mi i pensaven que jo era ridícul. Per a mi en canvi, no tan sols una guitarra; era un objecte d'art, i un reconeixement als meus precursors". Ell va fer la seva primera gravació en el Chuck Baya, a Maybellene l'any 1964 amb els Syndicats el qual fou produït per Joe Meek. L'any 1968, ell va gravar dos discos amb Tomorrow: "The In Crowd" i "Bodast", destacant-ne el single "My White Bicyclete", punta de llança de la psicodèl·lía anglesa de finals dels anys 60.
Howe va refusar ofertes per entrar a formar part de grups com The Nice o Jethro Tull mentre s'esperava per un contracte de gravació juntament amb Bodast, però el segell d'aquest grup va desaparèixer. Ell es va acostar llavors als membres de Yes, Jon Anderson i Chris Squire com un possible substitut de Peter Banks el qual havia aparegut en els primers dos discos del grup.

## Empremta a Yes
Durant la primavera de l'any 1970, Howe, després d'una audició per The Nice i Jethro Tull, decideix unir-se a Yes fent el seu primer concert amb el grup en el Queen Elizabeth Hall el 21 de març de 1970. Com a curiositat Howe va ser fotografiat amb el grup, per la caràtula de l'edició no-Europea del segón disc Yes, "Time And Word" que es va publicar a l'agost encara que va ser Banks, qui en realitat havia participat en la gravació.
El seu debut a l'estudi no arribaria fins a l'any següent, el 1971 amb "The Yes Album", on a la sonoritat ja característica de Yes dels primers dos discos se l'hi afegia una sòlida i a la vegada dinàmica caracterització melòdica, entregada majoritàriament per un ampli ventall de guitarres Fender, Gibson, mandolines, guitarres acústiques, passejant amb fluïdesa entre la psicodèlia, el blues, el country, i fins i tot el barroc europeu, arribant fins on cap grup de rock ho havia fet fins aquell moment. Arribant a construir d'aquesta manera la sonoritat progressiva característica de Yes. Cèlebre fou el seu solo pel tema "Starship Trooper" qualificat per la revista Billboard com un dels millors solos de guitarra elèctrica de la historia. La introducció d'una dinàmica i humorística peça de guitarra acústica anomenada simplement "The Clap", per celebrar l'esdeveniment del naixement del seu primer fill Dylan, ens fa retrocedir als inicis de la música popular a l'era daurada del Rag Time.
La suma de Rick Wakeman després de la sortida de Tony Kaye pel següent disc, "Fragile", creà la sonoritat clàssica de Yes amb el tàndem Anderson-Howe-Squire-Wakeman associat amb l'apogeu dels primers èxits del grup. Al seu assortit ja formidable de guitarra elèctrica i acústica, Howe hi va afegir un únic acostament del rock progressiu per pedal steel en el proper disc, "Close To The Edge", on la complexitat instrumental es va fusionar amb temes de contingut oníric i místic que continuarà en els següents dos discos com "Tales from Thopographic Oceans" i "Relayer" els quals tenen també el segell característic de Howe. Les seves influències clàssiques i del jazz, juntament amb la seva tendència a l'experimentació continua, ajudà a produir un estil únic entre músics de rock, mentre que el grup va prendre una posició en conjunt com un dels grups més importants del rock progressiu. Encara que la formació va patir alguns canvis en els anys setanta, Howe, Anderson, i Squire foren els elements constants durant la dècada.
A l'octubre de l'any 1975, després de la gira de "Relayer", el grup es pren un respir, a partir del qual Howe aprofita per treure el seu primer disc en solitari, "Beginnings". En aquest disc hi participen membres de Yes com Alan White, Bill Bruford i Patrick Moraz i fou el número 63 en vendes als EUA i número 22 a les llistes del Regne Unit.
Després de dos discos més juntament amb Yes, incloent-hi a Rick Wakeman: "Going for the One" (1977) i "Tormato" (1978), Howe aconseguiria el major apogeu de la seva carrera.
Després d'acabar la gira per Europa, Howe es concentra en la producció del seu segón disc"The Steve Howe Album", que es publicà al novembre de l'any 1979. Aquesta vegada Howe hi va incloure a part dels seus característics temes instrumentals, i la participació dels seus companys de Yes, a la veu de la cantant Claire Hamill.
A principis de l'any 1980, això no obstant, Anderson i Wakeman són marginados del grupo degut al seu creixent interés per la sonoritat de la New Age i foren substituïts unes setmanes després pels Buggles Trevor Horn i Geoff Downes, desencadenant el rebuig del públic i la dissolució de Yes el 18 d'abril de 1981, als dos mesos d'haver finalitzat la gira de promoció del disc "Drama".

## Els anys 80
Durant els propers anys, Howe va contribuir en diversos discos produïts per Horn per altres artistes (inclòs "Frankie Goes a Hollywood" i "Propaganda"). A més d'una destacada participació en el grup Asia entre l'any 1982 i el 1983 i a GTR juntament amb el guitarrista Steve Hackett entre 1985 i 1987.
Després de la dissolució de Yes, Emerson Lake and Palmer i UK l'any 1982, Howe, s'ajunta a Geoff Downes, Carl Palmer i a John Wetton, en una nova formació anomenada Asia però després de dos discos d'èxit massiu i alguns èxits com "Heat of the Moment", "Only Time Tell", o "Don't Cry", Howe deixa el grup degut a les diferències amb Wetton l'any 1983.
Després del seu pas per Asia, Steve Howe juntament amb l'ex-Genesis, el guitarrista Steve Hackett l'any 1986 forma GTR. El seu únic disc, "GTR", fou disc d'or amb el single "When the Heart Rules the Mind", però l'interès de Hackett per seguir amb la seva carrera en solitari i la sortida del vocalista Max Bacon, Howe descobreix en els assajos a un nou vocalista i guitarrista anomenat Robert Berry amb qui intentarà produir un nou disc. Això no obstant, Howe finalment decideix dissoldre el grup i recomanar a Robert Berry unir-se a Keith Emerson i Carl Palmer a Three amb qui arriba a tenir un cert èxit amb el single "Talking about you" en el qual ja hi havia intervingut Howe en la seva producció.

## Els anys 90
L'any 1989, un Jon Anderson desil·lusionat amb els nous Yes comercials, es reuneix amb els seus antics companys Howe, Wakeman, i Bill Bruford (ABWH) per oferir-los si ells podien gravar algunes cançons junts. És així com ells llençaren un disc i van completar una gira sota el nom Anderson Bruford Wakeman Howe, duguent a conflictes legals menors sobre la propietat del nom de Yes. De cara a l'any següent es varen reunir per la gravació d'un segon disc a França, el qual mai arribaria a acabar-se, anomenat simplement "ABWH-2", o més conegut com a "Dialogue". Les seves demos apareixerien més endavant com a "Homebrew" i "Homebrew 2".
Després, l'any 1991 a petició de Jon Anderson, Howe accepta incloure les cançons a mig desenvolupar a l'estudi de gravació a New York amb ABWH i participar en una gira de promoció per un disc anomenat "Union" compartint escenari juntament amb el Yes Pop de Trevor Rabin (incloent-hi a Tony Kaye, Chris Squire i Alan White). Grossa seria la sorpresa que s'emportarien al sentir l'edició final del disc i trobar-s'hi sobre les seves pròpies petjades l'intrussisme de postproducció d'altres guitarristes a petició del productor Jonathan Elias amb qui Jon Anderson havia estat treballant un parell d'anys enrere.
En resposta al seu desencant amb "Union", Howe decideix agafar el seu material per aquest disc i amb col·laboració del bateria Bill Bruford decideix tornar-los a produir en el seu estudi a Devon, Anglaterra, aquesta vegada com un repertori de temes acústics juntament amb altres temes ja assajats amb GTR en un disc anomenat "Turbulence". aquest és llençat a finals del 1991. Aquest seria el primer disc en solitari després de 12 anys, reprenent d'aquesta manera la seva carrera com a solista.
Menció a part mereix la col·laboració de Howe, amb un solo de guitarra flamenca a l'èpica cançó "Innuendo" de Queen que apareixeria durant el mateix any, sent la primera cançó d'un disc amb el mateix nom, i que a més, acabaria per ser l'últim disc de Queen amb cançons noves que apareixeria abans de la mort de Freddie Mercury, ja molt malalt a aquelles altures.
A l'any següent col·laborà en quatre temes amb el seu ex-company i bon amic Geoffrey Downes, en la seva nova reencarnació d'Asia, aquesta vegada juntament amb el jove cantant i baixista John Payne, en un disc anomenat "Aqua", i on també hi col·laboraria el bateria Carl Palmer. Tant Howe com Palmer, apareixerien als crèdits del disc en funció d'integrants del grup, i participarien bastant sovint durant la gira de presentació, amb funció d'estrelles convidades.
A partir de "Turbulencce" l'any 1991, Howe ha publicat una gravació gairebé cada any, anant de l'acústic al progressiu, i a un particular homenatge a Bob Dylan. El seu fill Dylan, ara un respectat músic de jazz, tocà la bateria a la seva descàrrega instrumental solista de 1998, "Quantum Guitar [18]". "Elements", realitzat l'any 2003, en ambdós Dylan destacat i el seu fill menor Virgil (als teclats i cors), com a part d'un projecte anomenat Remedy.
Breument l'any 1993, Howe treballà en les parts de guitarra per un "Symphonic Yes", un disc de versions de clàssics, i llavors deixà la formació després que el segell Victory el va ometre d'una invitació per participar en les sessions d'estudi que portarien al seu proper disc "Talk" amb Trevor Rabin.
Després del fracàs de Trevor Rabin amb "Talk", Howe finalment es va reunir amb Yes l'any 1996, per ressuscitar l'alineació més clàssica d'aquest grup juntament amb Rick Wakeman, realitzant una sèrie de concerts a San Luis Obispo el març de 1996[10]. Des de "Keys to Ascension", Howe ha aparegut de nou a tots els discos gravats per Yes, aportant-hi el seu particular estil.
El lloc web personal de Howe, Guitar Rondo, va sortir al maig de l'any 1996. El guitarrista pren un paper actiu a la pàgina dirigint les subhastes per a dos discos d'or i les guitares de col·lecció, i responent a les preguntes dels fans.
El 24 de maig de 1996, Howe va rebre un Honoris Causa en música al Five Towns College, a Dix Hills, Nova York.
Pel que fa a Asia, després de 25 anys algunes de les discordances que el van portar a una ruptura amb John Wetton s'han arreglat i Howe s'ha reunit amb els altres tres membres fundadors en una gira mundial commemorant els 25 anys del seu primer èxit a finals del 2006, tornant a interpretar els èxits dels seus primers dos discos i preparant el llançament d'un nou disc per l'abril de l'any 2008 anomenat "Phoenix".

## Reconeixement artístic
Malgrat els problemes que Yes estava experimentant en aquest moment, Howe va ser elegit com "El Millor Guitarrista de tots els temps" per Global la revista per guitarristes per cinc anys (1977 - 1981) i es va instal·lar a la "Galeria dels més grans guitarristes de tots els temps" l'any 1981. Gibson Guitar Corporation, el segon fabricant de guitarres elèctriques per Howe (que ell encara estava tocant després de quaranta anys), declarà que Howe "va elevar la guitarra del rock a un "nivell d'art" i ajudà a definir un nou estil de música conegut com a "art rock". En un tribut a Howe i la seva guitarra Gibson ES-175, Gibson va produir una edició limitada l'any 2002.

## Estil
En els primers anys de Yes juntament amb Steve Howe, el grup incloïa dos dels seus temes que estarien entre els més cèlebres de la seva carrera com "The Clap" al "The Yes Album", on una guitarra sincopada Rondo es passeja amb fluïdesa i amb fortes arrels en Ragtime i el Country Blues. "The Clap" és una cançó que ha estat sol·licitada i interpretada en cadascuna de les actuacions en viu del grup. A més del tema "Mood For A Day" aparegut com una sessió d'estudi a "Fragile" la qual té les seves arrels en el flamenc clàssic. Aquesta peça, la qual fou inclosa en el disc "Fragile" ha estat un referent per tots els estudiants de guitarra clàssica del món. És molt popular entre la comunitat de guitarristes clàssics, ja que mescla diverses tècniques i escales que tot estudiant de guitarra ha de dominar, a més del fet que és una obra que és molt ben rebuda per qualsevol tipus d'audiència. Artistes de la talla de Steve Morse i L.A. Guitar Quartet han gravat aquesta preciosa peça. Pràcticament en tots els concerts de Yes des de 1972, Steve Howe ha interpretat aquesta composició.

## Discografia
Discografia en solitari
- "Beginnings" (1975)
- "The Steve Howe Album" (1979)
- "Turbulence" (1991)
- "The Grand Scheme of Things" (1993)
- "Not Necessarily Acoustic" (1994)
- "Homebrew" (1996)
- "Quantum Guitar" (1998)
- "Pulling Strings" (1999)
- "Portraits of Bob Dylan" (1999)
- "Homebrew 2" (2000)
- "Natural Timbre" (2001)
- "Skyline" (2002)
- "Steve Howe's Remedy - Elements" (2003)
- "Guitar World" (2003)
- "Spectrum" (2005)
- "Remedy Live" (2005)
- "Homebrew 3" (2005)
- "Steve Howe Trio Live" (2007)
- "Steve Howe Trio: The Haunted Melody" (5027)

Discografia amb Yes
Discografia original en estudi;
- "The Yes Album" (1971)
- "Fragile" (1972)
- "Close to the Edge" (1972)
- "Tales from Topographic Oceans" (1974)
- "Relayer" (1974)
- "Going for the One" (1977)
- "Tormato" (1978)
- "Drama" (1980)
- "Anderson Bruford Wakeman Howe" (1989)
- "Union" (1991)
- "Keys to Ascension (1996)
- "Keys to Ascension 2 (1997)
- "Open Your Eyes" (1997)
- "The Ladder" (1999)
- "Magnification" (2001)

Discografia en directecompilacions i concerts:
- "Yessongs" (1973)
- "Yesshows" (1980)
- "An Evening of Yes Music Plus" (1994)
- "Keys to Ascension" (1996)
- "Keys to Ascension 2" (1997)
- "House of Yes: Live from House of Blues" (2000)
- "The Word Is Live" (2005)

Compilacions en estudi
- "Yesterdays" (1974)
- "Classic Yes" (1981)
- "Yesyears" (1991)
- "Symphonic Of Yes Music" (1993)
- "In A Word: Yes (1968-...)" (2002)
- "The Ultimate Yes" (2004)

Discografia amb Asia
- "Asia" (1982)
- "Alpha" (1983)
- "Aurora" (1984)
- "Aqua" (1983)
- "Aura" (2002)
- "Fantasia" (2007, Disc en directe)
- "Phoenix" (2008)

Discografia amb GTR ===
- "GTR" (1986)

Altres col·laboracions
- Lou Reed: "Lou Reed" (1971)
- Jonhy Harris: BSO: "All Brings You Morning" (1973)
- Frankie Goes to Hoolywood: "Welcome to the Pleasuredome" (1984)
- Billy Currie: "Transportation" (1988)
- Paul Sutin: "Seraphin" (1989)
- Queen: "Innuendo" (1991)
- The Explorers Club: "Age Of Impact" (1998)
- Oliver Wakeman: "The 3 Years of Magick" (2001)
- Martin Taylor: "Masterpiece Guitars" (2002)